# Hasrat, Syria
Hasrat (tiếng Ả Rập: حسرات) là một thị trấn của Syria nằm ở quận Abu Kamal, Deir ez-Zor. Theo Cục Thống kê Trung ương Syria (CBS), Hasrat có dân số 6.306 trong cuộc điều tra dân số năm 2004.